# Флаг Родины (газета)
«Фла́г Ро́дины», до 1947 года «Красный черноморец» — газета Черноморского флота РСФСР, СССР, России. Издаётся с 15 июля 1920 года. Одна из старейших газет Вооруженных сил Российской Федерации. Выпускается в Севастополе. Распространяется по подписке и в розничной сети.  Учредителем газеты является Министерство обороны РФ.

## Тематическая направленность
«Флаг Родины» освещает события и мероприятия, происходящие на Черноморском флоте России, в Военно-морском флоте и в Вооруженных силах РФ, повествует о достижениях и проблемах повседневной флотской деятельности, об освоение моряками Черноморского флота новых образцов вооружения и военной техники, поднимает вопросы, касающиеся службы и быта личного состава, его участия в жизни Севастополя.
Индекс в каталоге «Пресса России» – 83154.

## История
Газета Черноморского флота выпускалась под различными названиями:
- с 15 июля 1920 года — «Красный Черноморско-Азовский флот», издавалась в Мариуполе
- с июля 1922 года — «Аврал»  в Севастополе,
- с ноября 1923 года — «Красный черноморец»  в Севастополе, редакция размещалась по улице Ленина, 51.

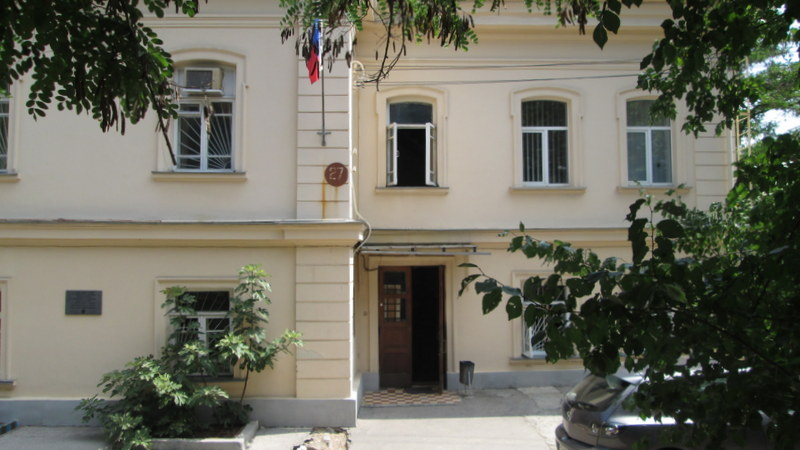
Здание по ул. Ленина, где находилась редакция

Ныне сохранившееся здание Объёкт культурного наследия  Объект культурного наследия народов РФ регионального значения. Рег. № 921610514420005 (ЕГРОКН).
К. М. Симонов не раз бывавший в командировках на Черноморском флоте в августе 1941 писал: "Выкупавшись, пошли в редакцию «Красного черноморца». Там оказалось много знакомого народу. Павел Панченко, Гайдовский, Лева Длигач — толстый, веселый; полосатая тельняшка, заправленная в широченные клеши, болтающийся сзади наган делали из него настоящего боцмана. Здесь же был и Ян Сашин."
В газете печатался лейтенант-разведчик  Григорий Поженян, впоследствии известный писатель.
Газета публиковала фото одного из старейших фотографов Севастополя Георгия Мыса.
С июня 1942 по май 1944 года — редакция эвакуирована в Сочи.
- с 1947 года — «Флаг Родины» (в Севастополе)[3][6][7].

В 1947 года газета «Флаг Родины» подробно освещала «Судебный процесс по делу о злодеяниях немецко-фашистских захватчиков в Крыму и на Кубани» проходивший в Севастополе. 
После окончания Великой Отечественной войны газетой «Флаг Родины» был учреждён переходящий приз имени В. М. Апошанского, который вручался каждый месяц , а позднее 2 раза в год, лучшему корреспонденту издания. 
В связи с 90-летием со дня основания газеты были присвоены почетные звания "Заслуженный журналист Автономной Республики Крым" Горбачеву Сергею Павловичу - капитану 1 ранга, заместителю редактора,  Григорьеву Александру Николаевичу - фотокорреспонденту, Микиртумовой Наталии Робертовне - редактору отдела корреспондентской сети. Удостоверения и знаки к этим  высоким наградам  юбилярам вручил Г. А. Иоффе. 
Газета победитель IX Всероссийского конкурса «Патриот России» («Гранпри») за лучшее освещение в средствах массовой информации темы патриотического воспитания в 2010 году, лауреат этого конкурса в 2002, 2004 годах. Награждена Почетным знаком Российского государственного историко-культурного центра при Правительстве Российской Федерации в 2010 году. Лауреат конкурса среди газет и журналов МО РФ «Слово, ведущее в бой» в 2010 году. 9 мая 2015 года редакции «Флага Родины» Российским организационным комитетом «Победа» вручена президентская памятная медаль «70 лет Победы в Великой Отечественной войне 1941–1945 годов». 
До февраля 2018 года «Флаг Родины» выходил три раза в неделю.
С 13 февраля 2018 года по решению Министра обороны РФ газета «Флаг Родины» — еженедельник, структурное подразделение редакции газеты «Красная звезда».
К осени 2018 года в свет вышло свыше 27000 номеров газеты.
У «Флага Родины» (по информации на октябрь 2018 года) самая большая индивидуальная подписка среди всех флотских газет России. Тираж — 2557 экз. (в 2012 году), 1445 экз. (в 2019 году).
Девиз газеты — «Правда и честь».
Подшивка «Флага Родины» является «многотомной исторической летописью Черноморского флота». Подшивки  газеты  находятся в  Морской библиотеке им. М. П. Лазарева. Материалы газеты — источник по изучению истории России и Украины.

## Главные редактора
- Плеско, Александр Васильевич (1903—1949), ответственный редактор газеты "Красный черноморец"  по состоянию на 1930 года.
- Торик, Николай Антонович (15 марта 1906— 14 апреля 1999), ответственный редактор газеты "Красный черноморец" с 1937 - февраль 1938[17],
- Мусьяков, Павел Ильич (29.12.1902—13.11.1976), ответственный редактор газеты "Красный черноморец" ПУ ЧФ  с 1938 года по март 1942 года,
- Зенушкин, Степан Сергеевич (10.08.1904—25.06.1970), ответственный редактор газеты "Красный черноморец" ПУ ЧФ  с февраля 1942 года по январь 1944 года,
- Плеско, Александр Васильевич (1903—1949), ответственный редактор газеты "Красный черноморец" ПУ ЧФ с января 1944 года и по состоянию на июнь 1946 года.
- Муравьев, Александр Васильевич (?), ответственный редактор газеты "Красный черноморец" ПУ ЧФ с 1991 по 2004 года[18].
- Гуменный, Александр Анатольевич (род. 27.06.1967), ответственный редактор газеты Черноморского флота «Флаг Родины»  с 2004 года[19]
- Приходько, Олег Валентинович, (род. 1950), главный редактор газеты Черноморского флота «Флаг Родины» по 2024
- Симоненко, Григорий Васильевич, (род. 1970), главный редактор газеты Черноморского флота «Флаг Родины» с мая 2024 года[20].

## Основные награды
- Орден Красного Знамени (1945)
- Медаль «За оборону Севастополя» (1960)
- Почётная грамота Президиума Верховной Рады Автономной Республики Крым (1 июня 2000 года, Автономная Республика Крым, Украина) — за вклад в развитие журналистики, правдивое освещение жизнедеятельности Крымского региона, укрепление дружбы и  сотрудничества между братскими славянскими народами, высокое  профессиональное мастерство сотрудников и в связи с 80-летием со дня образования газеты[21].